# USS M-1 (SS-47)
L'USS M-1 (SS-47) est un sous-marin expérimental de l'United States Navy conçu pour tester les dernières technologies en matière de construction et de conception de sous-marins.

## Conception
Il est le premier submersible au monde conçu avec un système double coque (contrairement aux concepts à coque simple de Simon Lake et Holland). Cela signifie que la coque épaisse, qui contient les opérateurs, est entourée d’une seconde coque extérieure. L’espace entre les deux coques est inondable, et il peut contenir des équipements, du carburant et des ballasts. Cela permet également à la coque extérieure d’avoir une forme différente de celle de la coque épaisse, ce qui peut la rendre plus hydrodynamique. Sa batterie est doté d'un nouveau design et résout certains des défauts du passé. Bien qu'aucun autre sous-marin de classe M ne sera construit, les leçons apprises seront incorporées dans la classe AA-1 suivante.
Le M-1 est construit avec le même armement et le même rayon d’action que la classe L précédente, mais est plus grand en raison de sa conception à double coque. Le canon de pont partiellement rétractable de 3 pouces/23 calibres conçu pour les sous-marins et destiné à être incorporé dans la classe L est installé sur le M-1 avant son installation finale.

## Historique
Sa quille est posée le 2 juillet 1914 par la Fore River Shipbuilding à Quincy (Massachusetts), en tant que sous-traitant de l'Electric Boat de Groton (Connecticut), le concepteur. Il est lancé le 14 septembre 1915, parrainée par Mme Sara Dean Roberts et mis en service le 16 février 1918.
Après la mise en service, le M-1 est affecté à la 2e division sous-marine et rejoint Newport (Rhode Island). Contrairement à la plupart des autres sous-marins américains, il ne sera pas déployé outre-mer pendant la Première Guerre mondiale. Pendant les trois années suivantes, il opère au large de la côte est, entraînant des sous-mariniers. Au cours de sa dernière année de service actif, il est sous le contrôle opérationnel de 5e et 3e divisions sous-marines.
Après quatre ans de service d'essai et de formation, le M-1 est retiré du service au chantier naval de Philadelphie le 15 mars 1922, rayé du registre des navires de la marine le lendemain et vendu pour démolition le 25 septembre à la Henry A. Hitner's Sons Company (en) de Philadelphie, en Pennsylvanie.